# Luís Pinto de Soveral, markis av Soveral

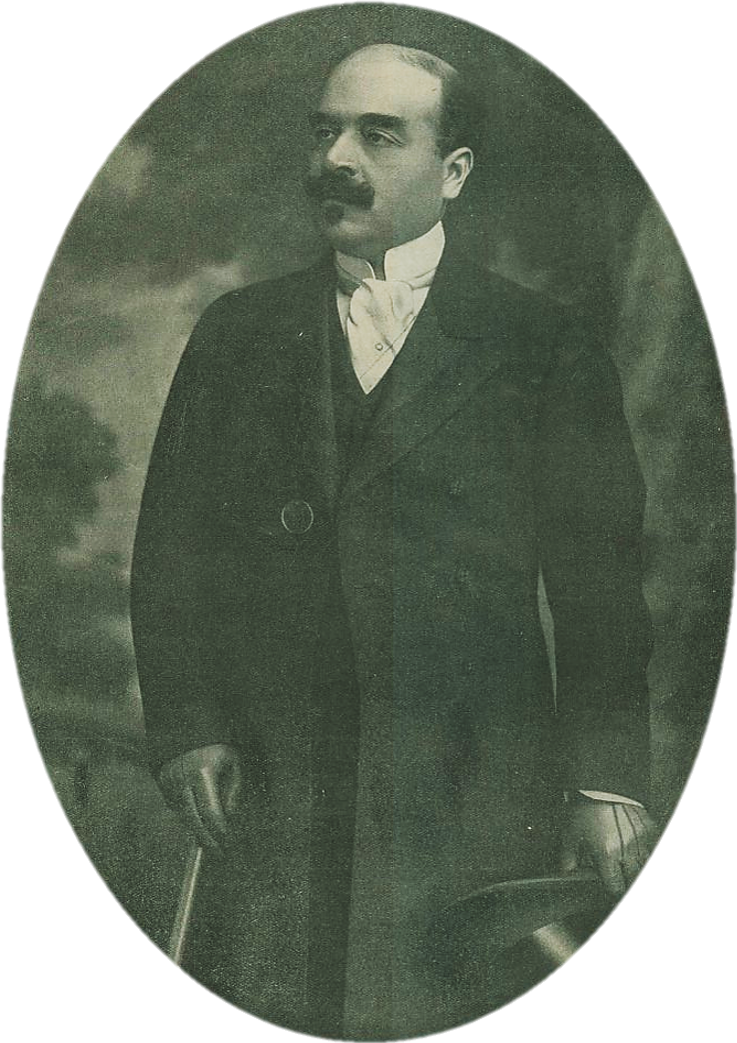
Luís Pinto de Soveral, markis av Soveral.

Luís Maria Augusto Pinto de Soveral, markis av Soveral, född den 28 maj 1851 i São João da Pesqueira, död den 5 oktober 1922 i Paris, var en portugisisk diplomat.
Soveral kom 1885 till London som förste legationssekreterare samt var envoyé där 1891-1895 och 1897-1910; åren 1895-1897 var han Portugals utrikesminister. Då revolutionen 1910 nödgade honom avgå, förblev han fortfarande bosatt i London, där han förvärvat en enastående popularitet inom sällskapslivet. Han var personlig vän till Edvard VII och Georg V och bidrog väsentligt att stärka den traditionella förbundsvänskapen mellan Portugal och Storbritannien. 